# 全人教育
全人教育（ぜんじんきょういく）は、小原國芳によって唱えられた教育理念。

## 概要
大正デモクラシー期の教育改革運動である大正自由教育運動のなかで生まれた八大教育主張のひとつ。「全人」という語は、この大会での自身の演題を考える過程の中で、小原が考え出した言葉である。小原は自身の全人教育を実現するため、玉川学園を創設した。
全人とは小原の説明を借りれば、「全き人間」(the whole man)という意味であり、教育の目的は、人間文化の6つの要素である学問、道徳、芸術、宗教、身体、生活について、それぞれの理想である「真」、「善」、「美」、「聖」と、それを支える補助的な価値として「健」、「富」を備えた完全で調和のある人格を育むべきであるとするものである。この理念のために、従来の教育で欠けていた道徳、芸術、宗教などを重視した。
ただし、これらの価値概念はパウル・ナトルプを代表とするドイツの西南ドイツ学派の価値哲学の影響で、列挙されたもので、これらの概念がどうかかわっていくのか、相互にどのような関連をもつのかについては小原の説明はない。玉川大学の創成期に教育学の教鞭をとった三井浩(みつい こう)は、これらの価値が個人の中でどのように実現されるかについて、それを「個性」の発現とし、そこに個性的な全人が成立すると説明した。小原存命中に、この原稿は小原の希望で同大学出版部から刊行されている。
その後、「全人教育」という言葉は全国各地の学校の教育理念として広まったが、その解釈や実現方法については各学校でまちまちと言ってもよい。玉川学園における全人教育の現状については、学校法人玉川学園を参照のこと。